# 第65回ブルーリボン賞 (鉄道)
| 第62回ローレル賞東京地下鉄17000系電車・18000系電車  |  | 第62回ローレル賞東京地下鉄17000系電車・18000系電車 |
| 第62回ローレル賞 東京地下鉄17000系電車・18000系電車 |  |                                                    |

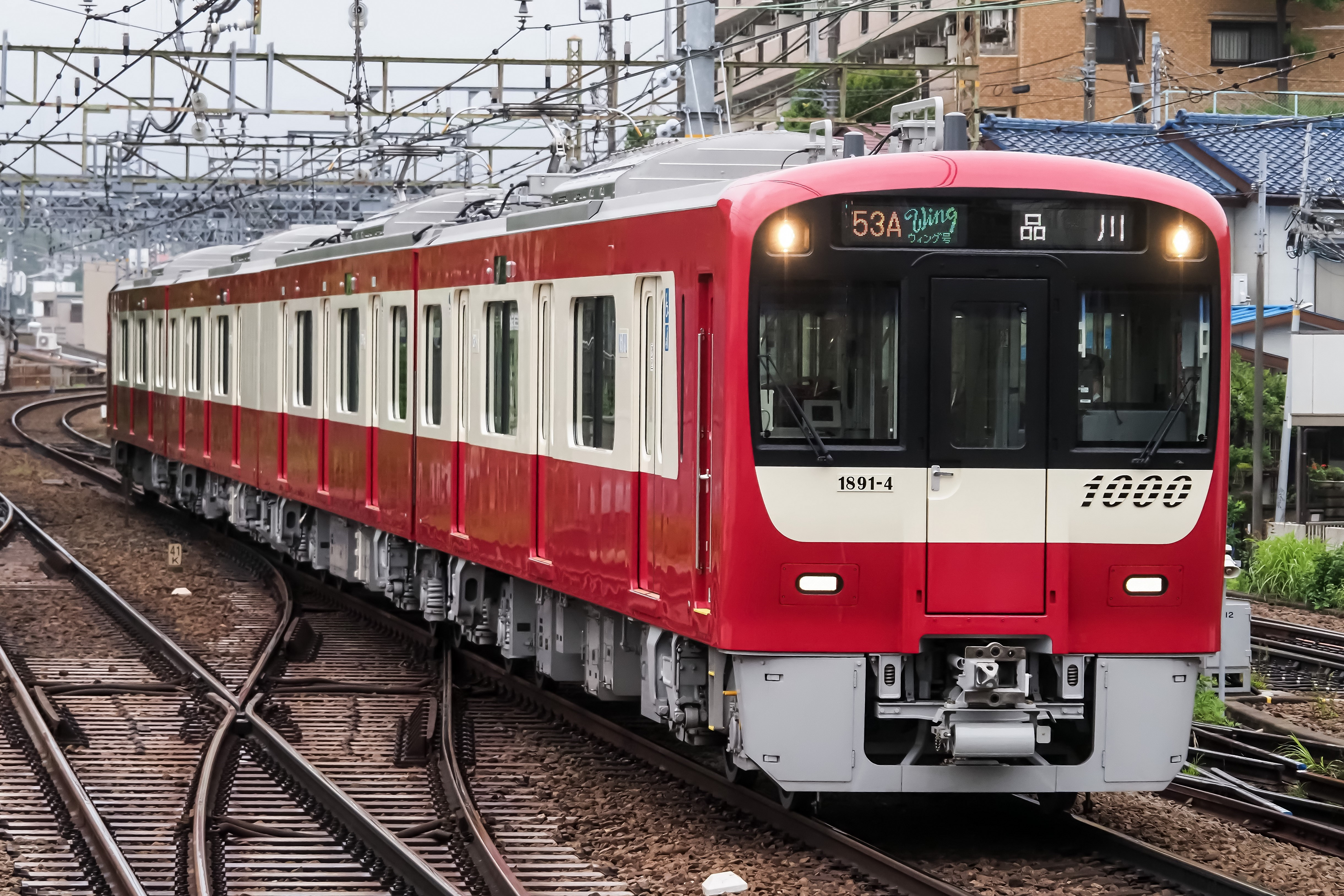
第65回ブルーリボン賞
京浜急行電鉄1000形1890番台電車

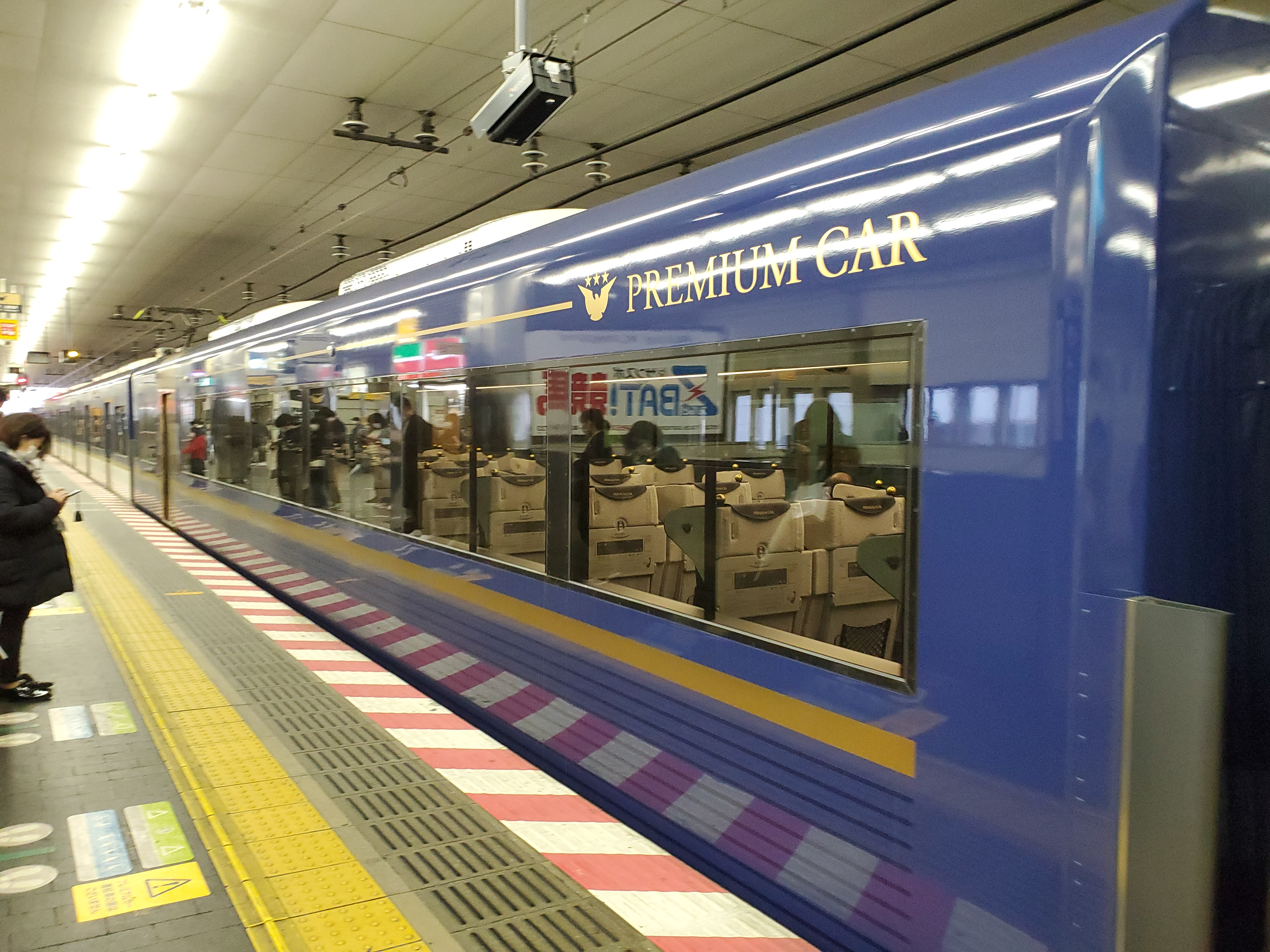
第62回ローレル賞
京阪電気鉄道3850形電車

第65回ブルーリボン賞（だい65かいブルーリボンしょう）は、2022年に鉄道友の会が選定したブルーリボン賞である。本項では、第62回ローレル賞（だい62かいローレルしょう）についても併せて記す。

## 概要
日本国内で使用する鉄道・軌道車両のうち、2021年1月1日から12月31日までの間に日本国内で営業運転に就いた新形式車両またはそれとみなせる車両で、候補車両決定の時点で現に営業をしていることを概ねの要件とする選定候補車両5車種のなかから、ブルーリボン賞1形式、ローレル賞2形式が選定された。
なお、阿佐海岸鉄道DMV93形気動車に関しては「専ら鉄道事業または軌道事業に供されるもの」に該当しないことから選定候補対象外となった。
2003年以降前年までの候補車両数は7 - 18車種で推移していたが、本年は5車種で候補車両数の少ない年となった。

## 選定車両

### ブルーリボン賞
- 京浜急行電鉄 1000形1890番台電車「Le Ciel」
  - 有効投票総数2854票のうち最高得票の736票により選定[2]。

### ローレル賞
- 東京地下鉄 17000系電車・18000系電車
- 京阪電気鉄道 3850形電車

## 候補車両
鉄道友の会ブルーリボン賞・ローレル賞選考委員会が、候補車両とした5車種。
| 会社名         | 車両形式                     |
| -------------- | ---------------------------- |
| 東日本旅客鉄道 | E131系電車（0番台・500番台） |
| 東武鉄道       | オハテ12形客車               |
| 東京地下鉄     | 17000系電車 18000系電車      |
| 京浜急行電鉄   | 1000形1890番台電車           |
| 京阪電気鉄道   | 3850形電車                   |